# Jean Negulesco
Jean Negulesco, de nom Ioan Negulescu (Craiova, Romania, 26 de febrer de 1900 − Marbella, Espanya, 18 de juliol de 1993), va ser un director de cinema estatunidenc d'origen romanès.

## Biografia
El 1915, emigra a Viena però torna a Bucarest el 1919 i es decanta cap a la pintura. Es queda a París per estudiar arts plàstiques a l'Acadèmia Julian i treballa com a decorador per al teatre de Craiova en la temporada 1926-1927. El 1927 torna a Nova York per exposar-hi les seves pintures; s'estableix a Los Angeles on es fa retratista.
A partir dels anys 1930, és successivament ajudant de producció, director del segon equip i guionista.
Comença la seva carrera de director als Estats Units el 1939 amb Three and a day, a la Warner Bros, després va treballar amb Joan Crawford i John Garfield a Humoresque (1947) o amb Jane Wyman a Johnny Belinda (1948), film que va obtenir dotze nominacions als Oscar, entre elles la del millor director.
El 1946, es casa amb l'actriu i pin-up Dusty Anderson, amb qui viurà fins a la seva mort.
En els anys 1950, realitza pel·lícules per a 20th Century Fox, amb grans èxits com How to Marry a Millionnaire i Titanic (1953) així com Three Coins in the Fountain (1954).
La crítica de cinema Manuela Cernat diu de Jean Negulesco: «Era un excel·lent cuiner, tothom ho sabia, i quan convidava els seus amics a sopar a casa seva els seus amics, entre altres Katharine Hepburn, Spencer Tracy i Greta Garbo preparava sempre per a ells un plat romanès: les famoses sarmalute acompanyades de mamaliga».

## Filmografia
- 1941: Singapore Woman
- 1944: The Mask of Dimitrios
- 1944: The Conspirators
- 1946: Three Strangers
- 1946: Nobody Lives Forever
- 1946: Humoresque
- 1947: Deep Valley
- 1948: Johnny Belinda
- 1948: Road House
- 1949: Britannia Mews/The Forbidden Street/Affairs of Adelaide
- 1950: Three Came Home
- 1950: Under My Skin
- 1950: The Mudlark
- 1951: Take Care of My Little Girl
- 1952: Phone Call from a Stranger
- 1952: Lydia Bailey
- 1952: Lure of the Wilderness
- 1952: O'Henry's Full House - segment The Last Leaf
- 1953: Titanic
- 1953: Scandal at Scourie
- 1953: How to Marry a Millionaire
- 1954: Three Coins in the Fountain
- 1954: Woman's World
- 1955: Daddy Long Legs
- 1955: The Rains of Ranchipur
- 1956: The Dark Wave
- 1957: El nen del dofí (Boy on a Dolphin)
- 1958: The Gift of Love
- 1958: El regal de l'amor (A Certain Smile)
- 1959: Count Your Blessings
- 1959: The Best of Everything
- 1962: Jessica
- 1964: The Pleasure Seekers
- 1970: The Invincible Six
- 1970: Hello-Goodbye

## Premis i nominacions

### Nominacions
- 1949. Oscar al millor director per Johnny Belinda
- 1949. Lleó d'Or per Johnny Belinda
- 1952. Lleó d'Or per Phone Call from a Stranger